# Графовское сельское поселение (Краснояружский район)
Гра́фовское се́льское поселе́ние — муниципальное образование в Краснояружском районе Белгородской области.
Административный центр — село Графовка.

## История
Графовское сельское поселение образовано 20 декабря 2004 года в соответствии с Законом Белгородской области № 159.

## Население
| 2010 | 2011  | 2012  | 2013  | 2014  | 2015  | 2016 | 2017  | 2018  |
| ---- | ----- | ----- | ----- | ----- | ----- | ---- | ----- | ----- |
| 1079 | ↘1075 | ↘1053 | ↘1025 | ↘1012 | ↘1003 | ↘998 | ↗1007 | ↘1002 |
| 2019 | 2020  | 2021  |       |       |       |      |       |       |
| ↘968 | ↘938  | ↗960  |       |       |       |      |       |       |

## Состав сельского поселения
| № | Населённый пункт | Тип населённого пункта       | Население |
| - | ---------------- | ---------------------------- | --------- |
| 1 | Графовка         | село, административный центр | ↘624      |
| 2 | Демидовка        | село                         | ↘272      |
| 3 | Надежевка        | село                         | ↘85       |
| 4 | Подоловский      | хутор                        | ↘0        |
| 5 | Поповка          | село                         | ↘81       |
| 6 | Романовка        | село                         | ↘17       |